# 莫里·馬爾科夫
莫里斯·「莫里」·馬爾科夫（英語：Morris "Morrie" Markoff；1914年1月11日—2024年6月3日），美国超級人瑞、網誌作者、作家、雕塑家，於2023年12月30日至翌年6月3日為美國在世最年長男性。他亦被認為是在世最年長的網誌作者。

## 生平
馬爾科夫於1914年1月11日生於美国紐約市的一戶俄羅斯猶太人移民家庭，父親為馬克斯·馬爾科夫（Max Markoff，1883年4月15日—1979年4月26日），母親為羅絲·卡普蘭（Rose Kaplan，1879年—1964年1月5日），在曼哈頓东哈莱姆長大成人。大哥於1918年流感大流行期間病亡，而他則在感染後康復。他在父親提議下受訓成為钳工，大萧条期間曾找過不同工作，其後定居洛杉矶任職吸塵機維修員。
1938年初，他在於布朗克斯舉辦的共同朋友婚禮中認識貝蒂·戈德明茨（Betty Goldmintz，1916年8月26日—2019年9月21日），二人在同年11月4日於洛杉磯完婚，育有女兒朱迪絲·漢森（Judith Hansen）及兒子史蒂文斯（Stevens）。他於第二次世界大战期間曾在美軍任職機械師，其後經營一家空調及電器公司。他加入美國共產黨，且時常參與抗議。對苏联感興趣的他攜同妻子於1950年代初前往莫斯科和圣彼得堡（當時名為列寧格勒），但一個月後便對蘇聯的社会主义大失所望。
馬爾科夫熱愛金屬雕塑，作品皆啟發自他一生中遇見的人和地方，許多作品都在他100歲生日時於洛杉矶华埠的雷德派普畫廊（Red Pipe Gallery）展覽作為紀念。他2017年出版回忆录《繼續呼吸：一名103歲老人的回憶錄》（Keep Breathing: Recollections from a 103-year-old），據悉書名源自他對身體狀況的自評。他在晚年仍經常在網誌中發表政治、人生閱歷、個人想法等主題。

## 健康與長壽
馬爾科夫是彈性素食者，儘可能避免飲用瓶裝水。他吸菸長達三十年，直至罹患頭頸癌康復後才戒菸。他99歲時心臟病發作，在植入起搏器後心率仍未回復，更曾被宣告不治。2019冠状病毒病疫情期間，家人將他從位於錫爾弗萊克的療養院帶回家，以免受到感染。
2022年3月24日，109歲的瑞典女性達格妮·卡爾松（Dagny Carlsson）過世後，他被認為是在世最年長的網誌作者。2023年12月30日霍勒斯·鮑默（Horace Baumer）去世後，他成為在世最年長美國男性，並於12天後迎來110歲生日成為超級人瑞。儘管行動不便和听力减退，他仍然頭腦清晰，還能表達自己的觀點和回憶往事。
據女兒所述，馬爾科夫於2024年6月3日兩度中風後辭世，享嵩壽110歲144天。他的去世時有5位孫子和3位曾孫。他的大腦將被捐贈用作醫學研究。

## 備註
1. 1 2 3  從黎巴嫩移民到美國的弗朗西斯·佐韋因（Francis Zouein，生於1911年1月1日）比於2023年12月30日去世的霍勒斯·鮑默（Horace Baumer）年長且於2024年1月24日逝世，但佐韋因的年齡未獲老人学研究组织證實。故部份來源視2024年1月24日為馬爾科夫成為在世最年長美國男性的日期。[1][2]